# Hanns-Dietrich Schmidt

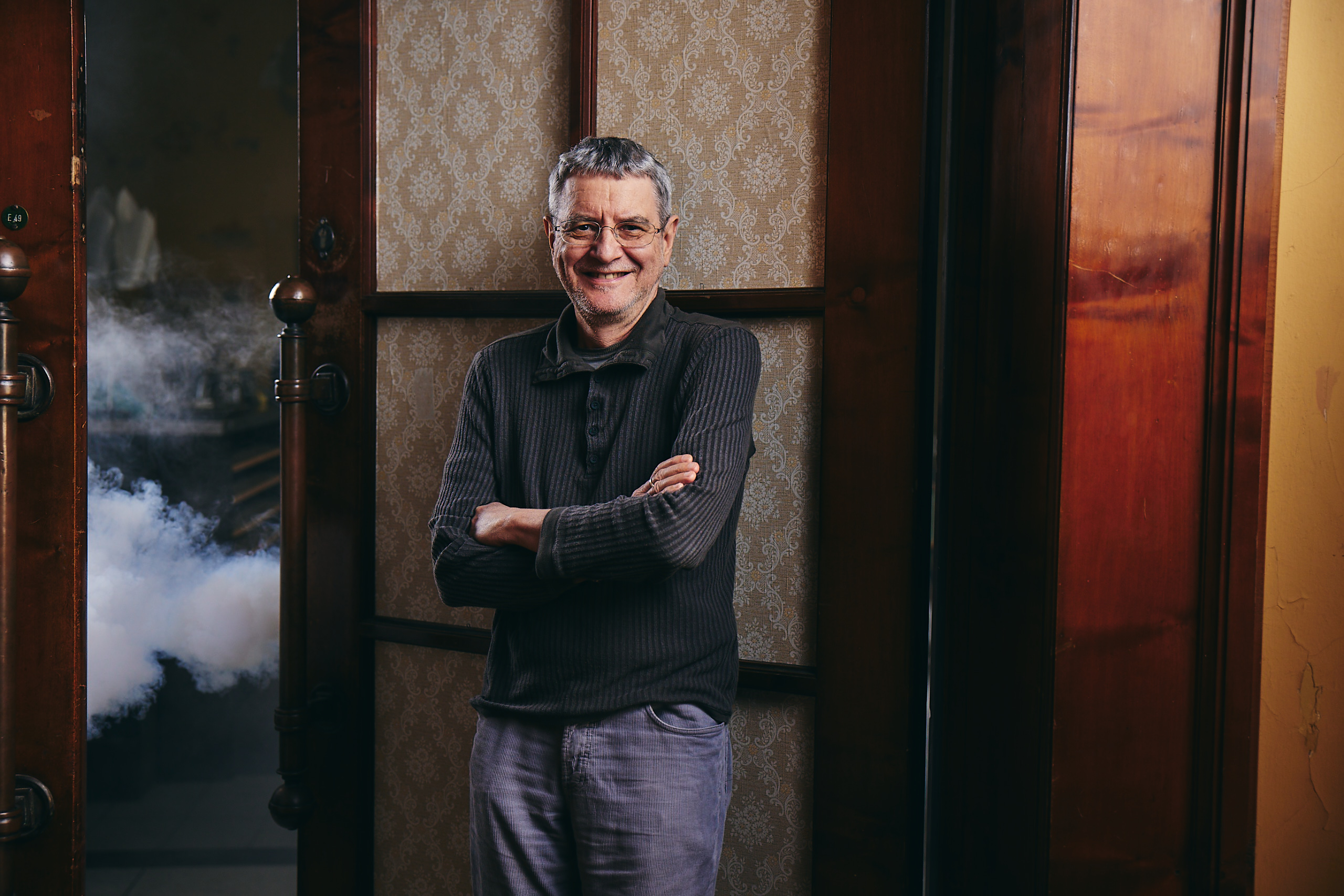
Hanns-Dietrich Schmidt (2021)

Hanns-Dietrich Schmidt (* 1955 in Düsseldorf) ist ein deutscher Dramaturg. Er ist Professor für Dramaturgie und Praktische Theaterarbeit und international tätiger Berater. 

## Leben
Von 1974 bis 1979 studierte Hanns-Dietrich Schmidt Theaterwissenschaften, Kunstgeschichte und Philosophie an der Universität Köln. Parallel zum Studium arbeitete er von 1975 bis 1978 als Dramaturgie- und Regieassistent bei Hansgünther Heyme am Schauspiel Köln. 1979 war er Dramaturg am Schauspiel Köln, von 1979 bis 1985 am Staatstheater Stuttgart. Anschließend arbeitete er von 1985 bis 1988 als Chefdramaturg am Schauspiel Essen und war zwischen 1990 und 2003 Dramaturg und Programmgestalter in der Leitung der Ruhrfestspiele Recklinghausen.
Außerdem arbeitete Hanns-Dietrich Schmidt als Gastdramaturg in Bad Gandersheim (seit 2019 regelmäßig), Berlin, Bochum, Bremen, Düsseldorf, Frankfurt, Lausanne, Luxemburg, Madrid, Mannheim, Maribor, Taschkent, Tel Aviv, Temeswar und Zürich.
Neben über 150 Produktionsdramaturgien am Theater war Hanns-Dietrich Schmidt auch für Film und Fernsehen tätig. Bisherige Zusammenarbeit mit folgenden Regisseurinnen und Regisseuren: Hansgünther Heyme, Günter Krämer, Herbert König, Paul Schalich, Peter Eschberg, Peter Kühn, Inge Andersen, Lisa Nielebock, Brian Michaels, Achim Lenz und Jakob Arnold.
Hanns-Dietrich Schmidt war außerdem wesentlich an Konzeption, Dramaturgie und Durchführung von internationalen Theaterprojekten bei den Ruhrfestspielen Recklinghausen und dem Schauspiel Essen beteiligt, vor allem mit Schauspielschulen: „Woyzeck“ mit Łódź/Polen; „You are also very attractive when you are dead“ (U) mit Tel Aviv/Israel.
Anlässlich der 750-Jahr-Feier Berlins war er im August 1987 für Buch und Konzeption der Sternstunde 1 und des Projektes Nathan verantwortlich. 2014 arbeitete er mit dem rumänischen Regisseur Silviu Purcarete zusammen. Seine Textfassung der beiden Ödipus-Stücke von Sophokles hatte im Mai 2014 Premiere am Radu Stanca-Nationaltheater in Sibiu.
Hanns-Dietrich Schmidt hat mit Autoren wie Christoph Hein, Hans Magnus Enzensberger, Gaston Salvatore, Arnon Grünberg, Jochen Berg, Thomas Hürlimann, Thomas Harlan und dem Bildenden Künstler Wolf Vostell zusammengearbeitet.
Hanns-Dietrich Schmidt konzipierte und gründete in Stuttgart und Essen den Jugendclub Kritisches Theater.
Seit 2003 war er an der Bewerbung und Konzeption der Kulturhauptstadt Europas „Essen für das Ruhrgebiet 2010“ beteiligt. Nach der Nominierung Essens und des Ruhrgebietes war er von 2007 bis 2011 als Commissioner for International Relations im Kulturhauptstadtteam tätig. Seit 2011 arbeitet er als Berater für Kulturhauptstädte Europas: Pafos2017/Zypern, Plovdiv 2019/Bulgarien, Kaunas 2022/Litauen, Esch 2022/Luxemburg, Veszprém 2023/Ungarn, Tartu 2024/Estland, Nova Gorica 2025/Slowenien, Oulu/2026/Finnland, Liepāja 2027/Lettland, Bourges 2028/Frankreich, Kiruna/Schweden 2029 sowie Kandidatenstädte für diesen Titel (Cluj 2020/Rumänien, Kalamata 2021/Griechenland, Herceg Novi/Montenegro 2021, Magdeburg 2025/Deutschland, Nitra 2026/Slowakei, Aveiro/Portugal 2027, Skopje/Nord-Mazedonien 2028, Brno/Tschechische Republik 2028, Katowice/Polen 2029, Kortrijk/Belgien 2030, Limassol/Zypern 2030, Jerez de la Frontera/Spanien 2031, Gabrovo/Bulgarien 2032).
Gemeinsam mit der Schauspielerin Anica Happich und dem Regisseur Jakob Arnold arbeitet er an der Wiederbelebung des Schauspiels in Erfurt und betreut als Dramaturg das Theaterfestival Phoenix im ehemaligen Schauspielhaus Erfurt. 

### Tätigkeiten im Hochschulbereich
1988 wurde Hanns-Dietrich Schmidt zum Professor für Dramaturgie und Praktische Theaterarbeit an die Folkwang Universität der Künste (damals Folkwang Hochschule) berufen. Dort war er von 1994 bis 1996 Prodekan im Fachbereich 3 (Darstellende Künste) und von 1996 bis 2000 Prorektor. Von 2009 bis 2021 war er erneut Prorektor für Internationales und Veranstaltungen. Ende März 2024 wurde er pensioniert.
Neben seiner Professur an der Folkwang Universität der Künste führte Hanns-Dietrich Schmidt Seminare (u. a. im Auftrag des Deutschen Akademischen Austauschdienstes) zu Themen wie deutsche Dramatik, antikes Theater, Shakespeare etc. durch – z. B. in Köln, Stuttgart, Frankfurt, Tel Aviv, Mailand, Athen, Helsinki, Shanghai, Durban, Kraków, New York, Delphi und Ramallah.
Hanns Dietrich Schmidt war Mitbegründer des Folkwang Shakespeare-Festivals, das seit 2001 bis 2018 neunmal stattfand.
Eines seiner weiteren Theaterprojekte war die Produktion von Aristophanes’ Lysistrata (Regie Brian Michaels) im Rahmen der Kulturhauptstadt Europas Pafos 2017.
Hanns-Dietrich Schmidt wirkte an verschiedenen Veröffentlichungen mit: Bucheditionen über die Geschichte der Ruhrfestspiele, Schillers Theaterarbeit, Daniel Casper von Lohenstein und die barocke Dramatik. Außerdem schrieb er Artikel für Fachbücher (Schauspielführer), Fachzeitschriften und Zeitungen.

## Veröffentlichungen (Auswahl)
- Dramatisierung der „Ilias des Homer“ (Düsseldorf 1988, auch als Drehbuch für den Bayerischen Rundfunk) und der „Odyssee“ (Bremen/Ruhrfestspiele Recklinghausen 1993)
- (Neu)Fassung aller Theaterstücke des Barockdramatikers Daniel Casper von Lohenstein („Epicharis“ Köln 1978; „Sophonisbe“ Berliner Festwochen/Essen 1985; „Cleopatra“ Essen 1986; „Ibrahim Bassa“/„Ibrahim Sultan“ Ruhrfestspiele Recklinghausen/Luxemburg 2002; „Agrippina“)
- Konzeption, Buch, Dramaturgie der „Sternstunde I“ anlässlich der 750-Jahr-Feier am Großen Stern Berlin 1987
- Buch, Konzeption, Dramaturgie des Projektes „Nathan an der Mauer“ nach Lessing, Berliner Festwochen 1987
- „Theater! Arbeit! Heyme - Der Schauspieler, Regisseur und Intendant Hansgünther Heyme“